# Brian Austin Green
Brian Austin Green (Van Nuys (Californië), 15 juli 1973) is een Amerikaanse acteur die vooral bekend werd door zijn rol als David Silver in de Amerikaanse serie Beverly Hills 90210. Ook vertolkte hij de rol van Metallo in Smallville (2009-2010) en de rol van Keith in het 7e seizoen van Desperate Housewives.
Hij werd geboren als Brian Peter Green. Maar omdat de naam Brian Green al voorkwam kreeg Brian van zijn ouders op zijn 9de ook nog de naam Austin erbij. Sinds 2008 laat hij zich weer Brian Green noemen.
Naast Beverly Hills 90210 speelde Green ook nog in enkele Amerikaanse films die redelijk succesvol waren. Zo speelde hij in 1997 in de film Unwed Father, daarin speelt hij een zanger die per ongeluk vader wordt zonder dat hij getrouwd is met de betreffende moeder. In 2005 had hij ook een rol in de kortlopende sitcom Freddie en in Fox's Terminator: The Sarah Connor Chronicles speelde hij de rol van een soldaat van de toekomst.
Green had van 1992 tot 1995 een relatie met zijn latere Beverly Hills 90210-collega Tiffani-Amber Thiessen. Van 1999 tot 2003 is hij wederom met een ex-collega van 90210 verloofd geweest namelijk met Vanessa Marcil. Samen met Marcil heeft hij een zoon. Van 26 juni 2010 tot 2021 was Green getrouwd met de 13 jaar jongere actrice Megan Fox. Samen hebben ze drie zonen. In 2022 kreeg Green een zoon met Sharna Burgess.
- Bibliothèque nationale de France: cb139932488 (data)
- Gemeinsame Normdatei: 135007895
- International Standard Name Identifier: 0000 0003 7439 0550
- Library of Congress Control Number: nr97028625
- MusicBrainz: 2974cd17-79fb-4b99-9c77-c3e1c3c89ca0
- Nationale Bibliotheek van Polen: a0000001275761
- Virtual International Authority File: 56805856
- WorldCat: E39PBJrWwPT6djtxcWkMRg7bVC